# Low Head
Das Low Head (englisch, in Argentinien und Chile Cabo Promontorio Bajo ‚Kap Niedriges Vorgebirge‘) ist eine Landspitze an der Südküste von King George Island im Archipel der Südlichen Shetlandinseln. Diese liegt 1,5 km südsüdwestlich des Lions Rump und trennt die Einfahrt zur Polonez Cove im Norden von derjenigen zur Wesele Cove im Südwesten.
Wissenschaftler der britischen Discovery Investigations nahmen 1937 im Zuge der Kartierung der Landspitze die deskriptive Benennung vor.